# Cunningtonia longiventralis
Cunningtonia longiventralis es una especie de peces de la familia Cichlidae en el orden Perciformes.

## Morfología
Los machos pueden llegar alcanzar los 14 cm de longitud total. Es la única especie del género.

## Hábitat
Vive en zonas de clima tropical entre 24 °C-28 °C° de temperatura.

## Distribución geográfica
Se encuentran en África: es una especie de peces endémica de la mitad sur del lago Tanganika.